# Zvěřina (maso)

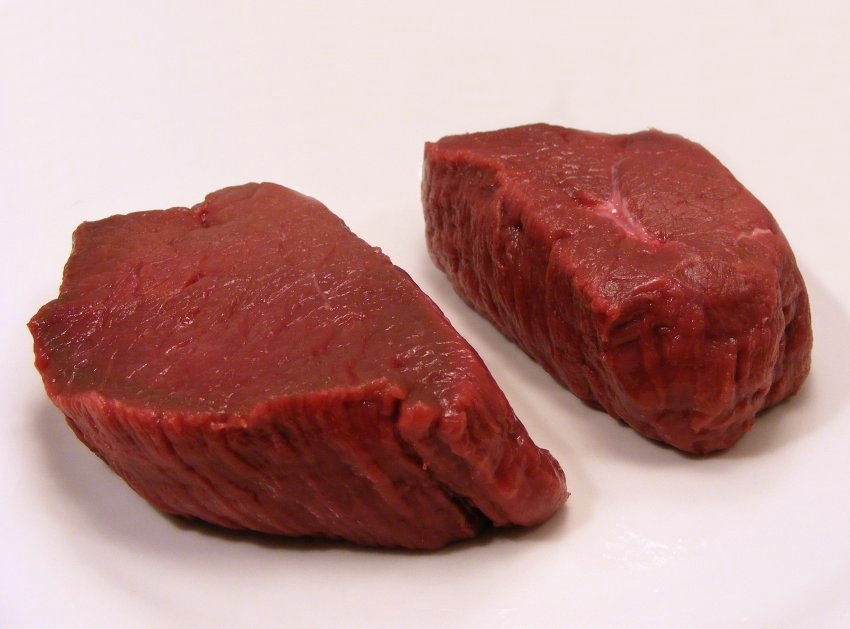
Syrové jelení maso

Zvěřina je označení pro maso zvěře, které bylo uloveno ve volné přírodě. Může to být maso jak srstnaté, tak i pernaté zvěře. Jako zvěřina by se nemělo označovat maso divokých zvířat (zejména jelenů a daňků) chovaných na farmách. Produktem takto chovaných zvířat, která by měla být porážena na jatkách (což se však obchází), je maso z faremních chovů. Maso z faremních chovů má jinou strukturu než zvěřina, a to v důsledku nedostatku pohybu chovaných zvířat a jejich krmení granulovanými krmivy. Zvěřina získaná odstřelem (a ne porážkou) obsahuje ve tkáních velké množství krve. To je jeden z důvodů její zvláštní chuti a tmavého zbarvení, ale také se proto rychle kazí. Měla by být co nejrychleji spotřebována a neměla by se tedy dlouho skladovat.

## Využití v kuchyni
Zvěřina je výživná, dietní, lehce stravitelná, obsahuje vysoké množství minerálních látek (železa, draslíku, fosforu), má charakteristickou vůni a chuť. Toto maso také obsahuje větší množství bílkovin a minimum tuku (jen asi 2–3 %).
Oproti masu jatečních zvířat toto maso obsahuje málo glykogenu, je proto třeba jej před vařením nechat delší dobu odležet (až 14 dní), případně naložit do mořidel. Při zrání se v mase zvěřiny za pomoci enzymů z glykogenu stává kyselina mléčná. Maso poté změkne, je křehčí získává svou charakteristickou pikantní vůni a chuť, specifickou pro dobře odleženou zvěřinu.
Zvěřina se používá k přípravě různých druhů pokrmů, které jsou výrazně dražší, než pokrmy připravené z obyčejného masa.

## Dělení zvěřiny
- spárkatá zvěř
  - jelení maso
  - srnčí maso
  - dančí maso
  - kančí maso
  - mufloní maso
- drobná zvěř srstnatá
  - zaječí maso
  - králičí maso
- drobná zvěř pernatá
  - koroptví maso
  - křepelčí maso
  - bažantí maso
  - maso z divoké kachny
  - maso z divoké husy
  - maso z divokého krocana